# Дорофеев, Вячеслав Сергеевич
Вячеслав Сергеевич Дорофеев (21 мая 1939, Люберцы, Ухтомский район, Московская область, РСФСР, СССР — 20 мая 2013, Ульяновск, Россия) — советский игрок в хоккей с мячом и футболист.

## Карьера

### Хоккей с мячом
Воспитанник люберецкого хоккея с мячом. Выступал за «Урожай» (Перово), «Спартак» (Ногинск), «Вымпел» (Калининград), СКА (Свердловск), «Динамо» (Москва). В 1966-76 годах защищал цвета «Волги». Чемпион СССР (1963, 1964 и 1965), серебряный (1966, 1972) и бронзовый (1976) призёр чемпионата СССР. В чемпионатах страны провел 346 матчей, забил 189 мячей. Победитель Спартакиады народов РСФСР (1970).

### Хоккей на траве
Чемпион (1970, 1974) и серебряный призёр (1972) СССР по хоккею на траве в составе «Волги».

### Футбол
В 1965—1969 годах играл в составе ульяновской «Волги».

## Тренерская карьера
В. Дорофеев продолжительное время работал тренером в детской хоккейной школе «Волги», внёс значительный вклад в развитие хоккея с мячом и на траве в Ульяновске. Под его руководством юношеские и юниорские команды школы неоднократно становились победителями и призёрами первенств СССР и России.
Умер 20 мая 2013 года в Ульяновске. Прощание с Вячеславом Дорофеевым состоялось 22 мая, на центральном стадионе «Труд», похоронен на Северном кладбище.